# Outi Borgenström
Outi Päivikki Borgenström (verheiratete Borgenström-Anjala; * 24. Januar 1956 in Tampere) ist eine ehemalige finnische Orientierungsläuferin. 1978 gewann sie den WM-Titel mit der finnischen Staffel, 1979 war sie Einzelweltmeisterin.
Ihre erste Weltmeisterschafts-Medaille gewann Borgenström 1974 im dänischen Viborg. Im Einzelrennen wurde sie hinter der Dänin Mona Nørgaard und der Schwedin Kristin Cullman Dritte. 1976 in Schottland gewann sie die Silbermedaille mit der Staffel. Bei den Nordischen Meisterschaften 1977 in Joensuu gewann Borgenström den Einzeltitel. 1978 wurden Outi Borgenström, Marita Ruoho und Liisa Veijalainen Staffelweltmeisterinnen. Bei der Heim-Weltmeisterschaft in ihrer Geburtsstadt Tampere 1979 gewann sie den Langdistanzwettbewerb. Nach diesem Erfolg wurde sie zur Sportlerin des Jahres in Finnland ausgezeichnet. 1981 in Ungarn gewann sie nochmal Staffel-Silber. Auch bei den Nordischen Meisterschaften 1980 (hinter Liisa Veijalainen) und 1982 (hinter Eva Charlotte Tønnesen) gewann sie im Einzel Silber.
Im Sommer 1984 kam Outi Borgenströms und Ari Anjalas erstes Kind zur Welt. Ari Anjala war mehrfacher WM-Medaillengewinner mit der finnischen Orientierungslaufstaffel. Borgenström setzte ihre Orientierungslauf-Karriere danach zwar fort, konnte aber nicht mehr den Anschluss an die Weltspitze herstellen. 1990 gewann sie aber noch mit der Mannschaft von Tampereen Pyrintö die Tiomila. Ihr Sohn Topi Anjala ist ebenfalls Mitglied der Orientierungslauf-Nationalmannschaft.
Die finnische Normaldistanz-Meisterschaft gewann sie 1976, 1978, 1981 und 1983, die Langdistanz-Meisterschaft 1981 und 1983. 1983 war sie auch finnische Meisterin im Nacht-OL. Während ihrer Karriere lief sie für die Vereine Hyvinkään Rasti, Kangasalan Kisa, Tampereen Pyrintö und Ikaalisten Nouseva Voima.

## Platzierungen
| Weltmeisterschaften | Sprint | Mittel | Lang | Staffel |
| ------------------- | ------ | ------ | ---- | ------- |
| 1974 Viborg         |        |        | 3.   | 5.      |
| 1976 Aviemore       |        |        | 11.  | 2.      |
| 1978 Kongsberg      |        |        | 6.   | 1.      |
| 1979 Tampere        |        |        | 1.   |         |
| 1981 Thun           |        |        | 5.   | 2.      |
| 1983 Zalaegerszeg   |        |        | 7.   | 8.      |

| Nord. Jun.-Meisterschaften | Sprint | Mittel | Lang | Staffel |
| -------------------------- | ------ | ------ | ---- | ------- |
| 1972 Møns klint            |        |        | ?    | 2.      |
| 1974 Nokia                 |        |        | 3.   | 1.      |
| 1976 Oslo                  |        |        | 4.   | ?       |

| Nord. Meisterschaften | Sprint | Mittel | Lang | Staffel |
| --------------------- | ------ | ------ | ---- | ------- |
| 1977 Joensuu          |        |        | 1.   | ?       |
| 1980 Borlänge         |        |        | 2.   | ?       |
| 1982 Bornholm         |        |        | 2.   | ?       |